# CCC Tour-Grody Piastowskie

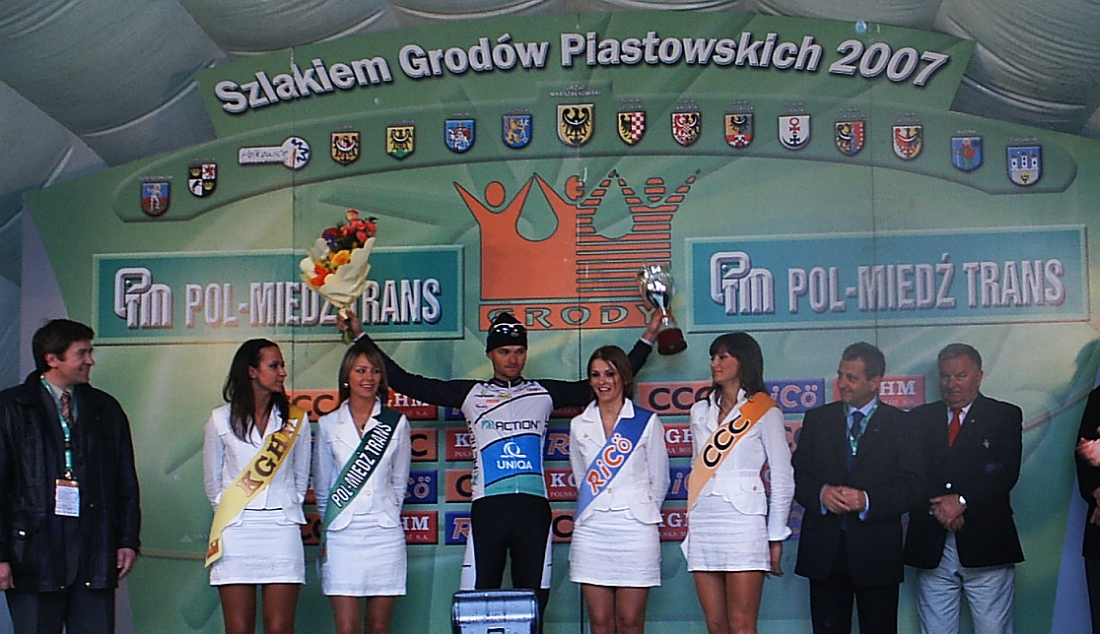
Robert Radosz auf dem Podium der Austragung 2007

Die CCC Tour-Grody Piastowskie (bis 2015: Szlakiem Grodów Piastowskich) ist ein polnisches Straßenradrennen.
Das Etappenrennen wurde 1966 zum ersten Mal ausgetragen und findet seitdem jährlich im Mai statt. Austragungsort ist die polnische Region Niederschlesien. Rekordsieger ist der Pole Zdzisław Wrona.
Seit 2007 zählt der Wettbewerb zur UCI Europe Tour. Die erste Austragung im Rahmen der UCI Europe Tour war in die UCI-Kategorie 2.2 eingestuft und seit dem Jahre 2008 ist es in die Kategorie 2.1 eingestuft.
Zur Austragung 2016 änderte sich der Name des Rennens in CCC Tour-Grody Piastowskie.

## Sieger

### CCC Tour-Grody Piastowskie
- 2021  Maciej Paterski
- 2020 abgesagt wegen COVID-19
- 2019  Kamil Malecki
- 2018  Łukasz Owsian
- 2017  Marek Rutkiewicz
- 2016  Oleksandr Poliwoda

### Szlakiem Grodów Piastowskich
- 2015  Paweł Bernas
- 2014  Mateusz Taciak
- 2013  Jan Bárta
- 2012  Marek Rutkiewicz
- 2011  Robert Vrečer
- 2010  Marek Rutkiewicz
- 2009  Mariusz Witecki
- 2008  Bartosz Huzarski
- 2007  Tomasz Kiendyś
- 2006  Tomasz Kiendyś
- 2005  Zbigniew Piątek
- 2004  Piotr Przydział
- 2003  Piotr Przydział
- 2002  Krzysztof Szafrański
- 2001  Eugen Wacker
- 2000  Piotr Wadecki
- 1999  Piotr Wadecki
- 1998  Andrzej Sypytkowski
- 1997  Piotr Zaradny
- 1996  Slawomir Chrzanowski
- 1995  Grzegorz Piwowarski
- 1994  Paweł Niedźwiecki
- 1993  Czesław Rajch
- 1992  Artur Krzeszowiec
- 1991  Jozef Moczydlowski
- 1990  Czesław Rajch
- 1989  Zbigniew Rudyk
- 1988  Jacek Bodyk
- 1987  Zdzisław Wrona
- 1986  Zdzisław Wrona
- 1985  Mieczysław Karłowicz
- 1984  Zdzisław Wrona
- 1983  Tadeusz Mytnik
- 1982  Jerzy Jagiela
- 1981  Ryszard Szurkowski
- 1980  Stanisław Nieumierzycki
- 1979  Slawomir Podwojniak
- 1978  Ryszard Szurkowski
- 1977  Stanisław Szozda
- 1976  Stanisław Mikolajczuk
- 1975  Edward Barcik
- 1974  Wieslaw Kornacki
- 1973  Tadeusz Prasek
- 1972  Mieczyslaw Szurko
- 1971  Stanisław Gazda
- 1970  Ringold Kalnienieks
- 1969  Juri Dmitrijew
- 1968  Ryszard Gac
- 1967  Rajmund Zieliński
- 1966  Henryk Kowalski